# Ettore Serra
Ettore Serra (La Spezia, 1890 – Roma, 26 dicembre 1980) è stato un poeta e ufficiale italiano.
Amico, estimatore e promotore di Giuseppe Ungaretti, stampa la sua prima raccolta, Il porto sepolto, a Udine nel 1916, in un'edizione di ottanta copie. Le poesie erano state originariamente scritte su foglietti che Ungaretti, soldato sul Carso durante la Grande Guerra, teneva raccolti alla rinfusa dentro il tascapane, "destinati a nessun pubblico". 
Ma il giovane tenente Serra "portò con sé il tascapane, ordinò i rimasugli di carta" e dopo qualche tempo portò al poeta le bozze dell'opera. Ungaretti ricorda l'amico all'inizio della lirica Commiato: Gentile / Ettore Serra / poesia / è il mondo l'umanità / la propria vita...